# Liga Leumit 1954-1955 (pallacanestro)
La Liga Leumit 1954-1955 è stata la 2ª edizione del massimo campionato israeliano di pallacanestro maschile. La vittoria finale è stata ad appannaggio del Maccabi Tel Aviv.

## Risultati

### Stagione regolare
|     | Squadra                  | G  | V  | P  | PF   | PS   | PF/PS | Pt | Qualificazione            |
| --- | ------------------------ | -- | -- | -- | ---- | ---- | ----- | -- | ------------------------- |
| 1.  | Maccabi Tel Aviv         | 21 | 21 | 0  | 1322 | 973  | +349  | 42 |                           |
| 2.  | Hapoel Holon             | 21 | 18 | 3  | 1422 | 1111 | +311  | 39 |                           |
| 3.  | Mac. Darom Tel Aviv      | 23 | 16 | 7  | 1363 | 1152 | +211  | 39 |                           |
| 4.  | Hapoel Tel Aviv          | 22 | 15 | 7  | 1312 | 1031 | +281  | 37 |                           |
| 5.  | Hapoel Ashdot Ya'akov    | 21 | 13 | 8  | 1199 | 1022 | +177  | 34 |                           |
| 6.  | H. Mishmar HaEmek        | 22 | 10 | 12 | 1260 | 1289 | -29   | 32 |                           |
| 7.  | Maccabi Gerusalemme      | 21 | 10 | 11 | 1209 | 1350 | -141  | 31 |                           |
| 8.  | Hapoel Haifa             | 20 | 8  | 12 | 1124 | 1125 | -1    | 28 |                           |
| 9.  | Maccabi Haifa            | 22 | 7  | 14 | 1140 | 1235 | -95   | 28 |                           |
| 10. | Maccabim Futura Alleanza | 22 | 5  | 17 | 1187 | 1401 | -214  | 27 |                           |
| 11. | Mac. Tzafon Tel Aviv     | 21 | 3  | 18 | 884  | 1346 | -462  | 24 | retrocesse in Liga Artzit |
| 12. | Hapoel Gerusalemme       | 21 | 1  | 20 | 1121 | 1508 | -387  | 22 | retrocesse in Liga Artzit |

| Liga Leumit 1954-1955      |
| -------------------------- |
| Maccabi Tel Aviv 2º titolo |

## Squadra vincitrice
|    | Naz.                                           | Ruolo | Sportivo         | Anno | Alt. |  |  |
| -- | ---------------------------------------------- | ----- | ---------------- | ---- | ---- |  |  |
| 1  | Israele (bandiera)                             | AC    | Abraham Shneior  | 1928 | 186  |  |  |
| 2  | Israele (bandiera)                             |       | Yosef Aloni      |      |      |  |  |
| 3  | Israele (bandiera)                             |       | Gideon Birenboim |      |      |  |  |
| 4  | Israele (bandiera)                             |       | Eli Rachamim     |      |      |  |  |
| 5  | Israele (bandiera)                             | C     | Zacharia Ofri    | 1932 | 191  |  |  |
| 6  | Israele (bandiera)                             | PG    | Yehuda Wiener    | 1930 | 178  |  |  |
| 7  | Israele (bandiera)                             | A     | Jacob Edelist    | 1937 | 190  |  |  |
| 8  | Israele (bandiera)                             |       | Jacob Milshtein  |      |      |  |  |
| 9  | Israele (bandiera)                             |       | Menahem Korman   | 1927 |      |  |  |
| 10 | Israele (bandiera)                             | A     | Moshe Golovey    | 1936 | 188  |  |  |
| 11 | Israele (bandiera)                             |       | Emanuel Barden   |      |      |  |  |
| 12 | Germania Ovest (bandiera) · Israele (bandiera) | PG    | Ralph Klein      | 1931 | 186  |  |  |
|    | Israele (bandiera)                             | ALL   | Yehoshua Rozin   |      |      |  |  |